# تشارلي هال
تشارلي هال (بالإنجليزية: Charlie Hall)‏ (و. 1899 – 1959 م) هو ممثل، وكاتب سيناريو، من المملكة المتحدة، ولد في برمينغهام، توفي في هوليوود، كاليفورنيا، عن عمر يناهز 60 عاماً.

## وصلات خارجية
- تشارلي هال على موقع IMDb (الإنجليزية)
- تشارلي هال على موقع قاعدة بيانات الأفلام السويدية (السويدية)
- تشارلي هال على موقع قاعدة بيانات الفيلم (الإنجليزية)